# Eleição parlamentar na Costa do Marfim em 2000–01
A eleição parlamentar marfinense de 2000–01 ocorreu oficialmente em 10 de dezembro de 2000. Em 28 distritos eleitorais localizados na região norte do país, a votação foi adiada devido à eclosão de protestos populares estimulados a partir da tentativa de boicote ao pleito pelo Reagrupamento dos Republicanos. No entanto, apesar do RDR ter decidido prosseguir com o boicote, houve votação em 26 dos 28 distritos eleitorais em 14 de janeiro de 2001, restando somente 2 assentos vagos na Assembleia Nacional.
A Frente Popular Marfinense, partido do então presidente da Costa do Marfim, Laurent Gbagbo, sagrou-se vencedor do pleito com maioria simples após obter 42,67% dos votos válidos e lograr expandir sua bancada parlamentar de 12 para 96 deputados. Pela primeira vez na história política do país, o PDCI, até então hegemônico no cenário político do país, não foi o partido mais votado , tendo conquistado 41,78% dos votos válidos e viu sua bancada parlamentar cair de 148 para 94 deputados. Os demais partidos políticos minoritários elegeram somados outros 6 deputados, enquanto 22 assentos da Assembleia Nacional foram ocupados por candidatos independentes.

## Resultados eleitorais
| Partido                           | Partido                                 | Votos     | %     | Cadeiras | +/–  |
| --------------------------------- | --------------------------------------- | --------- | ----- | -------- | ---- |
|                                   | Frente Popular Marfinense               | –         | 42.67 | 96       | 84   |
|                                   | Partido Democrata da Costa do Marfim    | –         | 41.78 | 94       | 56   |
|                                   | Reagrupamento dos Republicanos          | –         | 2.22  | 5        | 9    |
|                                   | Partido Marfinense dos Trabalhadores    | –         | 1.78  | 4        | Novo |
|                                   | União dos Democratas da Costa do Marfim | –         | 0.44  | 1        | Novo |
|                                   | Movimento das Forças do Futuro          | –         | 0.44  | 1        | Novo |
|                                   | Candidatos independentes                | –         | 9.78  | 22       | Novo |
| Total de votos válidos            | Total de votos válidos                  | 1 547 798 | 88.94 | –        | –    |
| Votos inválidos (brancos e nulos) | Votos inválidos (brancos e nulos)       | 192 442   | 11.06 | –        | –    |
| Total de votos registrados        | Total de votos registrados              | 1 740 240 | 100   | –        | –    |
| Eleitorado apto a votar           | Eleitorado apto a votar                 | 5 517 593 | 31.54 | –        | –    |